# N.P.C. Holsøe
Niels Peder Christian Holsøe (27. november 1826 i Øster Egesborg – 1. januar 1895 i København) var en dansk arkitekt. Han var fader til malerne Carl og Niels Holsøe og farbroder til arkitekten Poul Holsøe.

## Uddannelse
Han var søn af sognepræst Lauritz Christian Holsøe (1789-1862) og Vilhelmine Euphrosyne Margrethe født Feddersen (1797-1871).
Holsøe startede som murer og arbejdede sig op. Han blev murersvend 1846; tegnede privat hos G.F. Hetsch og gik dernæst på Kunstakademiet i København 1842-49 og 1851-52 (afbrudt af hans deltagelse i Treårskrigen 1849-50). Han vandt den lille sølvmedalje i 1847 og afsluttede i 1853 sine studier på Kunstakademiet med den store sølvmedalje, hvorefter han arbejdede sammen med Bernhard Seidelin, for hvem han arbejdede som konduktør på Helsingør Rådhus (1853-55). Han konkurrerede forgæves efter guldmedalje. Hans møde med Johan Daniel Herholdt og dennes praktiseren af en arkitektur inspireret af italiensk renæssance satte sig sig varige spor i hans arbejder. 1848 og 1853 deltog han i Charlottenborg Forårsudstilling. I 1859 foretog han en rejse til udlandet.

## Karriere
Han drev egen virksomhed fra 1855, og 1860-61 byggede han Marienlyst Badehotel, 1875-76 Ugerløse Kirke og i årenes løb en del villaer og private huse i og ved forskellige provinsbyer, samt posthusene i Årup, Odense, Fåborg, Assens, Thisted, Skælskør og Helsingør.
Hans hovedvirksomhed var som jernbanearkitekt. Fra 1861 til 1892 var han ansat ved Indenrigsministeriets kontrol med statsbanerne og har opført alle stationsbygningerne på de jysk-fynske baneanlæg (undtagen strækningen Aarhus-Randers og undtaget en række banegårde tegnet af Thomas Arboe) og senere portalerne ved Masnedsundbroen, samt de nye stationsbygninger i Lyngby og Helsingør (begge sammen med Heinrich Wenck) samt bygningerne på strækningerne Slagelse-Næstved og Dalmose-Skælskør. Ved de fleste af disse bygninger har Holsøe, med Herholdts københavnske banegård (Københavns anden banegård 1863-64) som udgangspunkt, anvendt mursten som hovedmateriale.
1869 blev han Ridder af Dannebrog og 1892 Dannebrogsmand. En øjensygdom tvang ham i 1892 til at opgive sin virksomhed.
Holsøe ægtede den 15. maj 1862 på Frederiksberg Emilie Charlotte Klentz (3. august 1833 i København - 1. november 1905 i Lyngby), datter af bagermester Gotfred Christian Vilhelm Klentz og Ane Cathrine Drastrup.
Holsøe er begravet på Frederiksberg Ældre Kirkegård.

## Værker

### I privat regi
- Marienlyst Badehotel, Helsingør (1860-61, senere ombygget)
- Villa for brygger Carl Wiibroe, Helsingør (1861, nedrevet 1986)
- Wiibroes Bryggeri, Helsingør (1861, nedrevet 1986, bryg- og malthus fra 1879-80 bevaret)
- Jernbanehotellet, Helsingør
- Bygning for havne- og lodsvæsenet, Helsingør
- Ugerløse Kirke (1875-76)
- Restaurering af Aarhus Hospital (1878-79)
- Aarhus Klosterhospital
- Aldersro i Aarhus
- Kurhuset på Sct. Hans Hospital ved Roskilde
- Villa Teglstrup, sommerbolig for nationalbankdirektør Rasmus Strøm, Vedbæk Strandvej 460, Vedbæk (1890)[1]

### Jernbanestationer og -anlæg
- Stationerne på Langå-Struer-banen: Bjerringbro Station (1863), Skive Station I (1864, nedrevet 1888) m.fl.
- Odense Station I med posthus (1865, udvidet og ombygget 1885 af W.A. Thulstrup og Thomas Arboe, nedrevet 1914)[2]
- Nyborg Station I (1865, nedrevet)
- Aarup Station I med posthus (1865, nedrevet)
- Holstebro Station I (1866, nedrevet)
- Lunderskov Station I (1866, fredet 1992)
- Strib Station (1866, nu i ændret form og i privateje)
- Stationerne på Haderslevbanen (Nordschleswigsche Eisenbahn): Vojens Station m.fl. (1866)
- Aabenraa Station (1867)
- Horsens Station I (1868, nedrevet 1929)
- Fredericia Station I (1869-70, nu Post Danmark)
- Aalborg Station I (1869, nedrevet 1902)
- Stationerne på Vendsysselbanen: Brønderslev Station (nedrevet 1966), Vrå Station, Hjørring Station, Sindal Station, Tolne Station og Frederikshavn Station og posthus (nedrevet 1979, posthuset består)
- Silkeborg Station (1871)
- Ry Station I (1871, senere udvidet af Heinrich Wenck, fredet)
- Varde Station (1874, fredet 1992)
- Bramminge Station (1874)
- Vandtårnet ved Skjern Station (1874, fredet 1992)
- Ribe Station og pakhus (1874-75, fredet 1992)
- Ringkøbing Station (1875, fredet 1992)
- Svendborg Station (1876, senere udvidet af Heinrich Wenck)
- Stationerne på Østjyske Jernbane: Aarhus Østbanegård (nu butik, perron mv. fungerer stadigt som trinbræt), Grenaa Station m.fl. (1876-77)
- Kvissel Station (1877)
- Stationerne på Silkeborg-Herning Jernbane (1877): Engesvang Station, Bording Station, Ikast Station, Hammerum Station og Herning Station I (nedrevet)
- Ombygning af Skørping Station (1878 og 1898, fredet 1992)
- Stationerne på Ringe-Faaborg-banen (1880-83): Højrup Station, Korinth Station, Espe Station
- Faaborg Station med posthus (1882)
- Thisted Station med posthus (1882)
- Stationerne på Nordfyenske Jernbane: Bogense Station m.fl. (1882)
- Portalerne til Masnedsundbroen (1883, nedrevet)
- Assens Station med posthus (1883-84, fredet 1992)
- Viborg Station II og remisen i Viborg (1889, remisen fredet 1992)
- Helsingør Station II (1889-91, sammen med Heinrich Wenck, fredet 1992)
- Vandtårnet ved Helsingør Station, Søndre Strandvej 23 (1890)
- Ilgodspakhuset, Helsingør (1890, fredet 1990)
- Helsingør Posthus (1890-91, fredet 1992)
- Lyngby Station II (1891, sammen med Heinrich Wenck, nedrevet 1956)
- Lilleø Vandtårn, Korsør (1891)
- Slagelse Station II (1891-92, fredet 1992)
- Stationerne på Slagelse-Næstved banen og Skælskørbanen (1891-92, sammen med Heinrich Wenck): Dalmose Station, Sandved Station, Skælskør Station med posthus m.fl.
- Vandtårnet ved Skørping Station (1898, opført er Holsøes tegning, fredet)

### Tilskrivninger
- En række mindre stationsbygninger på statsbanestrækninger, bl.a. Skanderborg-Silkeborg.
- Randbøldal Klædefabrik, Dalekildevej 1, Rodalvej (1873-74, nedrevet 1984)